# National Scenic Byway

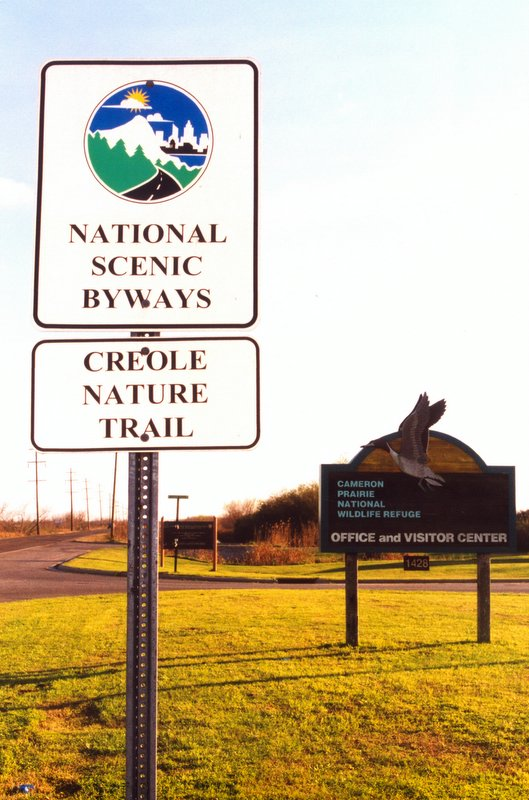
Un letrero indicando que es un lugar reconocido por el Departamento de Transporte de Estados Unidos a Creole Nature Trail.

Un National Scenic Byway (O un lugar escénico Nacional en español), es una calle reconocida por el Departamento de Transporte de los Estados Unidos por su valor arqueológico, cultural, histórico, natural, recreacional y/o de cualidades escénicas. El programa fue establecido por el Congreso en 1991 para preservar y proteger los lugares escénicos de la nación, aunque también incluye a los lugares menos conocidos para ayudar a incrementar el turismo y desarrollo económico del lugar. El programa es administrado por la administración Federal de Carreteras.
Las carreteras más escénicas del programa son asignadas con un letrero que dice All-American Roads. La designación significa que tiene cualidades únicas que no se encuentran en cualquier parte de los Estados Unidos y en la cual son suficientes para al turismo. Para septiembre del 2005, había 99 lugares escénicos designados de las cuales sólo 27 estaban designados como All-American Roads, localizados en 44 estados (excepto en Hawái, Massachusetts, Nebraska, Nueva Jersey, Rhode Island, y Texas).

## All-American Roads (alfabéticamente)

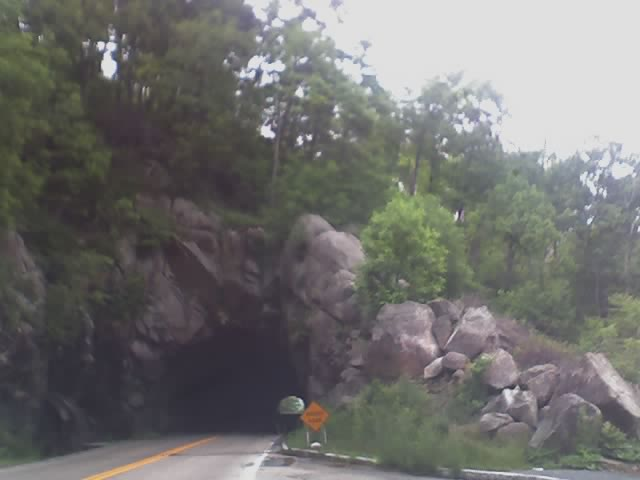
Skyline Drive.

Those marked with asterisks had their designations added, extended, or upgraded in 2005.
- Acadia Byway (Maine)
- Alaska's Marine Highway (Alaska) *
- Beartooth Highway (Montana, Wyoming)
- Blue Ridge Parkway (Carolina del Norte, Virginia) *
- Cherokee Foothills National Scenic Highway (S.C. Hwy 11) (Carolina del Sur)
- Chinook Scenic Byway (Washington)
- Colonial Parkway (Virginia) *
- Creole Nature Trail (Luisiana)
- George Washington Memorial Parkway (Virginia, Distrito de Columbia) *
- Hells Canyon Scenic Byway (Oregon)
- Highway 12 - A Journey Through Time Scenic Byway (Utah)
- Historic Columbia River Highway (Oregon)
- Historic National Road (Illinois, Indiana, Maryland, Ohio, Pensilvania, Virginia Occidental)
- International Selkirk Loop (Idaho, Washington) *
- Lakes to Locks Passage (Nueva York)
- Las Vegas Strip (Nevada)
- Natchez Trace Parkway (Alabama, Misisipi, Tennessee)
- North Shore Scenic Drive (Minnesota)
- Northwest Passage Scenic Byway (Idaho) *
- Pacific Coast Scenic Byway - Oregón (Oregón)
- Red Rock Scenic Byway (Arizona) *
- Route 1 - Big Sur Coast Highway (California)
- Route 1 - San Luis Obispo North Coast Byway (California)
- San Juan Skyway (Colorado)
- Selma to Montgomery March Byway (Alabama)
- Seward Highway (Alaska)
- Trail Ridge Road/Beaver Meadow Road (Colorado)
- Volcanic Legacy Scenic Byway (California, Oregón)

## National Scenic Byways (por estado)
Alabama
- Talladega Scenic Drive (Ruta Estatal 281)

Alaska
- Glenn Highway

Arizona
- Coronado Trail Scenic Byway
- Kaibab Plateau-North Rim Parkway
- Ruta Histórica 66 (Arizona, Illinois, Nuevo México)
- Sky Island Scenic Byway

Arkansas
- Crowley's Ridge Parkway (Arkansas, Misuri)
- Great River Road (Arkansas, Illinois, Iowa, Minnesota, Misisipi, Wisconsin)
- Talimena Scenic Drive (Arkansas, Oklahoma)

California
- Arroyo Seco Historic Parkway (Ruta Estatal 110)
- Death Valley Scenic Byway (Ruta Estatal 190)
- Ebbetts Pass Scenic Byway (Ruta Estatal 4)
- Sierra Vista Scenic Byway
- Tioga Road/Big Oak Flat Road (Ruta Estatal 120)

Colorado
- Alpine Loop National Back Country Byway
- Colorado River Headwaters Byway
- Dinosaur Diamond Prehistoric Highway (Colorado, Utah)
- Frontier Pathways Scenic and Historic Byway
- Gold Belt Tour Scenic and Historic Byway
- Grand Mesa Scenic and Historic Byway
- San Juan Skyway
- Santa Fe Trail (Colorado, Nuevo México)
- Top of the Rockies
- Trail of the Ancients
- Trail Ridge Road/Beaver Meadow Road

Connecticut
- Ruta Estatal de Connecticut 169
- Merritt Parkway

Delaware
- Brandywine Valley Scenic Byway

Florida
- A1A Scenic & Historic Coastal Byway
- Indian River Lagoon Scenic Highway
- Tamiami Trail Scenic Highway

Georgia
- Russell-Brasstown National Scenic Byway

Idaho
- International Selkirk Loop (Idaho, Washington)
- Northwest Passage Scenic Byway
- Payette River Scenic Byway
- Pend Oreille Scenic Byway
- Pioneer Historic Byway
- Western Heritage Historic Byway

Illinois
- Great River Road (Arkansas, Illinois, Iowa, Minnesota, Misisipi, Wisconsin)
- Illinois River Road: Route of the Voyageurs
- Lincoln Highway
- Meeting of the Great Rivers Scenic Route
- Ohio River Scenic Byway (Illinois, Indiana, Ohio)
- Historic Route 66 (Arizona, Illinois, Nuevo México)

Indiana
- Ohio River Scenic Byway (Illinois, Indiana, Ohio)

Iowa
- Great River Road (Arkansas, Illinois, Iowa, Minnesota, Misisipi, Wisconsin)
- Loess Hills Scenic Byway

Kansas
- Flint Hills Scenic Byway
- Wetlands and Wildlife Scenic Byway

Kentucky
- Country Music Highway
- Red River Gorge Scenic Byway
- Wilderness Road Heritage Highway

Maine
- Old Canada Road Scenic Byway
- Rangeley Lakes Scenic Byway
- Schoodic Scenic Byway

Maryland
- Catoctin Mountain Scenic Byway
- Chesapeake Country Scenic Byway

Míchigan
- Copper Country Trail
- River Road Scenic Byway Grayling (Míchigan) hacia Oscoda (Míchigan) a lo largo del Río Au Sable.
- Woodward Avenue (M-1)

Minnesota
- Edge of the Wilderness (Highway 38)
- Grand Rounds Scenic Byway
- Great River Road (Arkansas, Illinois, Iowa, Minnesota, Misisipi, Wisconsin)
- Historic Bluff Country Scenic Byway (Carretera 16)
- Minnesota River Valley Scenic Byway
- Paul Bunyan Scenic Byway
- St. Croix Scenic Byway

Misisipi
- Great River Road (Arkansas, Illinois, Iowa, Minnesota, Misisipi, Wisconsin)

Misuri
- Crowley's Ridge Parkway (Arkansas, Misuri)
- Little Dixie Highway of the Great River Road

Nevada
- Lake Tahoe - Eastshore Drive
- Pyramid Lake Scenic Byway

Nuevo Hampshire
- Connecticut River Byway (Nuevo Hampshire, Vermont)
- Kancamagus Scenic Byway
- White Mountain Trail

Nueva Jersey
- Palisades Interstate Parkway (Nueva Jersey, Nueva York)

Nuevo México
- Billy the Kid Trail
- El Camino Real
- Geronimo Trail Scenic Byway
- Jemez Mountain Trail
- Historic Route 66 (Arizona, Illinois, Nuevo México)
- Santa Fe Trail (Colorado, Nuevo México)
- Trail of the Mountain Spirits Scenic Byway
- Turquoise Trail

Nueva York
- Lakes to Locks Passage
- Mohawk Towpath Byway
- Seaway Trail (Nueva York, Pensilvania)

Carolina del Norte
- Cherohala Skyway (Carolina del Norte, Tennessee)

Dakota del Norte
- Native American Scenic Byway (Dakota del Norte, Dakota del Norte)
- Sheyenne River Valley Scenic Byway

Ohio
- Amish Country Byway
- Lake Erie Coastal Ohio Trail
- Ohio & Erie Canalway
- Ohio River Scenic Byway (Illinois, Indiana, Ohio)

Oklahoma
- Talimena Scenic Drive (Arkansas, Oklahoma)

Oregón
- Cascade Lakes Scenic Byway
- McKenzie-Santiam Pass Scenic Byway
- Mount Hood Scenic Byway
- Outback Scenic Byway
- Rogue-Umpqua Scenic Byway
- West Cascades Scenic Byway

Pensillvania
- Seaway Trail (Nueva York, Pensilvania)

Carolina del Sur
- Ashley River Road
- Cherokee Foothills Scenic Highway (S.C. Highway 11)
- Savannah River Scenic Byway

Dakota del Sur
- Native American Scenic Byway (Dakota del Norte, Dakota del Sur)
- Peter Norbeck Scenic Byway

Tennessee
- Cherohala Skyway (Carolina del Norte, Tennessee)

Utah
- Dinosaur Diamond Prehistoric Highway (Colorado, Utah)
- The Energy Loop: Huntington & Eccles Canyons Scenic Byways
- Flaming Gorge-Uintas Scenic Byway
- Logan Canyon Scenic Byway
- Nebo Loop Scenic Byway
- Trail of the Ancients

Vermont
- Connecticut River Byway (Nuevo Hampshire, Vermont)

Virginia
- Skyline Drive

Washington
- Coulee Corridor Scenic Byway
- Mountains to Sound Greenway (Interestatal 90)
- Stevens Pass Greenway
- Strait of Juan de Fuca Highway (Ruta Estatal 112)

Virginia Occidental
- Coal Heritage Trail
- Highland Scenic Highway
- Midland Trail
- Staunton-Parkersburg Turnpike
- Washington Heritage Trail

Wisconsin
- Great River Road (Arkansas, Illinois, Iowa, Minnesota, Misisipi, Wisconsin)

Wyoming
- Snowy Range Road (Wyoming Highway 130)